# Euchrysops malathana
Euchrysops malathana är en fjärilsart som beskrevs av Jean Baptiste Boisduval 1833. Euchrysops malathana ingår i släktet Euchrysops och familjen juvelvingar. Inga underarter finns listade i Catalogue of Life.

## Bildgalleri

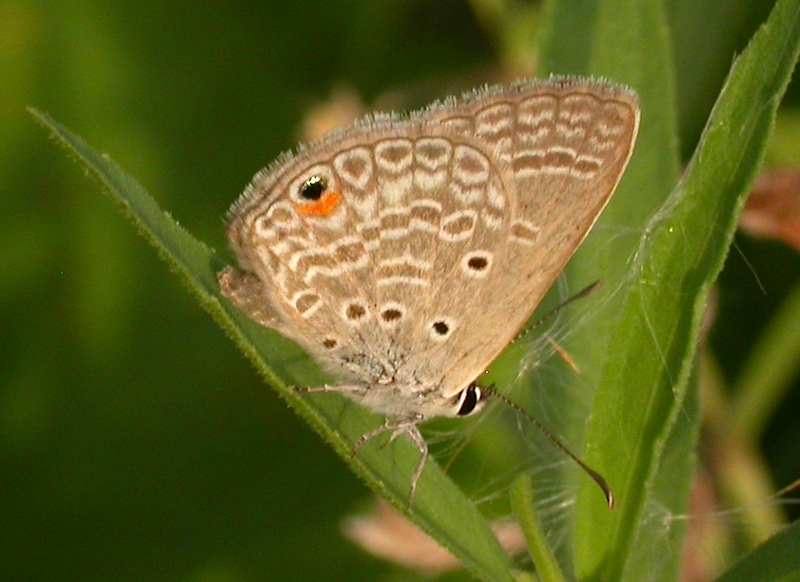
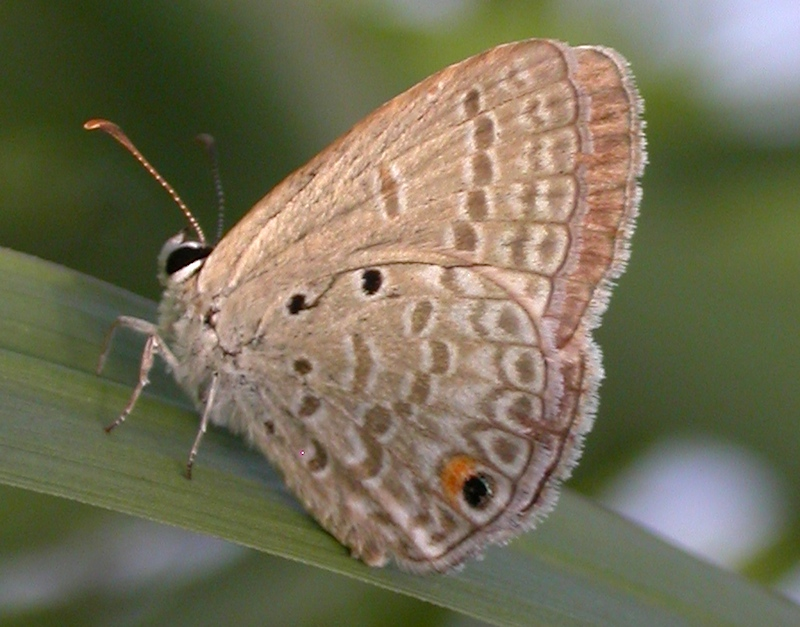